# Подгорновское сельское поселение (Кемеровская область)
Подго́рновское се́льское поселе́ние — упразднённое муниципальное образование в Ленинск-Кузнецком районе Кемеровской области. Административный центр — село Подгорное.

## История
Подгорновское сельское поселение образовано 17 декабря 2004 года в соответствии с Законом Кемеровской области № 104-ОЗ. 

## Население
| 2010  | 2011  | 2012  | 2013  | 2014  | 2015  | 2016  |
| ----- | ----- | ----- | ----- | ----- | ----- | ----- |
| 2445  | ↘2442 | ↘2420 | ↘2377 | ↘2354 | ↘2283 | ↘2238 |
| 2017  | 2018  | 2019  |       |       |       |       |
| ↘2187 | ↘2119 | ↘2066 |       |       |       |       |

## Состав сельского поселения
| №  | Населённый пункт | Тип населённого пункта       | Население |
| -- | ---------------- | ---------------------------- | --------- |
| 1  | Ивановка         | посёлок                      | 263       |
| 2  | Красноярка       | посёлок                      | 0         |
| 3  | Ново-Урский      | посёлок                      | 277       |
| 4  | Павловка         | посёлок                      | 79        |
| 5  | Подгорное        | село, административный центр | 801       |
| 6  | Поречье          | посёлок                      | 75        |
| 7  | Родниковый       | посёлок                      | 215       |
| 8  | Русско-Урский    | посёлок                      | 134       |
| 9  | Свердловский     | посёлок                      | 588       |
| 10 | Устюжанино       | село                         | 13        |